# Rainbow Books
Rainbow Books este o colecție de standarde care definește formatele de discuri compacte, identificate prin culori diferite. Pentru formatele DVD și Blu-ray nu există încă o colecție similară.

## Red Book
A fost creată de Philips și Sony în 1980 și stă la baza multor alte standarde CD. Este cel mai răspândit standard CD și descrie proprietățile fizice ale discului compact și a codificării digitale audio. Cea mai recentă actualizare este din mai 1999.

### CD-DA
Compact Disc-Digital Audio  conține specificațiile stocării sunetului stereo de înaltă calitate în format digital pe discuri compact. Un disc CD-DA poate conține până la 74 de minute de sunet stereo utilizând metoda de compresie PCM (Pulse-Code Modulation) pentru a comprima două canale stereo într-un spațiu de peste 600 MBytes.

### CD Text
Este o extensie a standardului CD-DA care definește un sistem pentru înregistrarea textelor pe discurile audio. Textele sunt reprezentate în subcanalele discului, în zonele „lead-in” și „program”. Pentru codificarea mai eficientă a textelor, se utilizează tabele de caractere, fiecare caracter fiind identificat printr-un cod.

### CD+G
Specificațiile CD+G permit codificarea informațiilor grafice în cadrul subcanalelor discului. În acest caz, informația trebuie reprezentată prin pixeli. Aplicațiile specificațiilor CD+G sunt limitate, fiind utilizate mai ales pentru reprezentarea textelor melodiilor pe discurile Karaoke.
Red Book conține:
- specificația audio pentru 16 biți PCM
- specificații de disc, inclusiv parametrii geometrici
- parametrii optici
- deviațiile și erorile de bloc
- sistemul de modulare și de corectare a erorilor
- sistemul de control și afișare.

## Yellow Book
A fost publicată de Philips, Sony și Microsoft în 1983. Specificațiile sunt împărțite în specificații fizice (standardul ECMA-130) și specificații logice (standardul ISO-9660).

### CD-ROM
CD-Read Only Memory pentru stocarea pe CD a informației digitale de orice tip, nu numai sunet. În același timp îmbunătățește ECC și EDC (Mode 1 și Mode 2), corecția erorilor și viteza de accesare aleatoare a datelor de pe disc. Este de tip exclusiv-citire.
Yellow Book cuprinde:
- specificația de disc CD-DA din Red Book
- parametrii optici
- sistemul de modulare și corectare a erorilor
- sistemul de control și afișare
- structura digitală a datelor, care descrie structura sectorului.

### CD-ROM XA
CD-ROM eXtended Architecture a fost propusă de Philips, Sony și Microsoft în 1989. CD-ROM XA combină pe aceeași pistă sunetul și imaginea și permite stocarea de 4 până la 8 ori mai mult sunet față de CD-DA.
Specificațiile CD-ROM XA cuprind:
- formatul discului incluzând canalul Q și structura de sector folosind sectoare Mode 2
- structura datelor de căutare, redare și refacere a datelor bazate pe ISO 9660 care include fișiere intercalate, ceea ce nu e posibil pentru datele de Mode 1
- codare audio utilizând nivelele B și C din ADPCM (Adaptive Differential Pulse Code Modulation)
- codarea imaginii video.

## Green Book
A fost editată în 1986, prin adăugarea graficii și posibilității de stocare a datelor audio și video în același sector, o caracteristică esențială pentru CD-ROM-urile multimedia.

### CD-I
CD-Interactive este un derivat al Yellow Book conceput pentru a permite mixarea de imagini, sunet și film pe aceeași pistă de disc. Standardul CD-I presupune existența unui cititor CD-I autonom (standalone CD-I player) conectat la un aparat TV. Citirea datelor de pe discurile CD-I se face cu sistemul de operare OS-9. Un CD-I este capabil de a stoca 19 ore audio, 7500 de imagini sau 72 minute de film video. 
Green book cuprinde:
- formatul discului CD-interactiv (nivelul pistei, structura sectorului)
- structura datelor de căutare, redare și refacere a datelor bazate pe ISO 9660
- folosirea datelor audio la nivelele A,B și C ale ADPCM
- codare a imaginii video fixe, decodare și efecte vizuale în timp real
- sistemul de operare în timp real al unității de compact disc, CD-RTOS (Compact Disc Real Time Operating System)
- specificația minimă a sistemului de bază
- extensia pentru imagini în mișcare MPEG.[2]

## Orange Book
A fost anunțată în 1989 de Philips și Sony. Definește discurile care pot fi scrise în mai multe sesiuni. Orange Book are trei părți: partea 1 descrie discurile cu rescriere CD-MO (magneto – optic), partea a 2-a discurile CD-R, iar partea a 3-a discurile care se pot rescrie de mai multe ori, CD-RW.

### CD-MO
Discurile magneto-optice din partea 1 s-au dovedit a fi incompatibile și au fost retrase înainte ca produsele să intre pe piață.

### CD-R
Discurile CD-R (CD-Recordable), CD-WO (CD-Write Once), sau WORM (Write Once Read Many) pot fi scrise o singura dată, dar prezintă avantajul a fi citite de către orice cititor CD. Specificația CD-R este împărțită în două volume: volumul 1 definește vitezele de înregistrare 1x, 2x și 4x, volumul 2 viteze de până la 48x. Cea mai recentă versiune lansată este 1.2 din aprilie 2002.

### CD-RW
CD-ReWritable permite ștergerea și suprascrierea informațiilor pe lângă citire și scriere. Definiția CD-RW din Orange Book este împărțită în trei volume: volumul 1 pentru vitezele de înregistrare 1x, 2x și 4x, cea mai recentă versiune este 2.0 din august 1998; volumul 2 (de mare viteză) viteze de înregistrare de la 4x la 10x, ultima versiune 1.1 este datată din iunie 2001; volumul 3 (viteză superioară)  viteze de înregistrare de la 8x la 32x cu ultima versiune 1.0 din septembrie 2002.
O altă caracteristică importantă instituită în Orange Book se referă la capacitatea de a efectua înregistrarea în mai multe sesiuni (multisession), pentru care sunt definite trei metode principale sau moduri de înregistrare: Disk-At-Once (DAO), Track-At-Once (TAO), Packet Writing.
CD-ReWritable sunt discuri ce nu pot fi interpretate de cititoarele CD-ROM și CD-DA. Prezentând o diferență de reflectivitate scăzută, citirea discurilor CD-RW necesită existența circuitelor de control automat al amplitudinii (AGC-Automatic Gain Control).
Toate cele trei părți conțin următoarele secțiuni:
- specificații pentru discuri înregistrate și neînregistrate
- organizarea datelor, incluzând și legăturile
- discuri multisession și hibride
- recomandări pentru măsurarea reflectivității, control curent etc.

## Beige Book

### Photo CD
A fost introdus de Kodak în 1992. Photo CD a permis stocarea a până la 100 de imagini de înaltă calitate într-un format proprietar. Kodak a abandonat Photo CD în 2004.

## White BOOK

### VCD
Video CD a fost introdus în 1993 de Philips, JVC, Matsushita și Sony. Permite stocarea a până la 74 de minute de video în format MPEG-1 și date audio digitale ADPCM pe un singur disc. Cea mai recentă versiune 2.0 a fost lansată în aprilie 1995. VCD 2.0 acceptă compresia MPEG-1 cu o rată de biți de 1,15 Mbps. A fost înlocuit cu formatul DVD.

### SVCD
Specificația Super Video CD 1.0 publicată în mai 1999, este o versiune îmbunătățită a VCD. Utilizează compresia MPEG-2.

### CD-I Bridge
Se bazează pe standardele CD-i și CD-ROM XA.
White Book conține:
- formatul de disc și utilizarea pistelor
- structura informațiilor de căutare, redare și refacere a datelor bazate pe ISO 9660
- codarea MPEG a pistelor audio/video
- codarea secvențelor de redare video, imagini și piste CD-DA
- descrieri pentru secvențe pre-programate
- folosirea sectoarelor de date pentru scanarea datelor (posibilitatea căutării rapide înainte/înapoi) și fixarea pe o imagine
- exemple de secvențe și control play back

## Blue Book

### CD EXTRA
Specificația CD EXTRA sau CD Plus a fost dezvoltată în 1995 de Philips și Sony. Discurile folosesc tehnologia definită în standardul CD-ROM XA și conțin un amestec de date și audio, înregistrate în două sesiuni separate pentru a împiedica distrugerea pistelor de date. Aceste discuri se pot citi de pe orice player audio sau PC. 

## Scarlet Book

### SACD
Standardul oficial pentru Super Audio CD a fost dezvoltat de Philips Electronics și Sony în 1999. Scarlet Book folosește codarea Direct Stream Digital cu o rată de eșantionare de 2,822 MHz (de 64 de ori frecvența de eșantionare din Red Book). Suportul SACD standard are o capacitate de 4,7 GB aceeași cu a DVD-ului cu un singur strat. Conținutul SACD este protejat de copiere printr-un filigran fizic cunoscut sub numele de Pit Signal Processing, care nu poate fi detectat de unitățile DVD standard ale unui PC. Există trei tipuri de discuri SACD: hibrid, cu un strat, și cu două straturi. Din 2002, cele mai multe versiuni SACD au apărut pe discuri cu două straturi, oferind atât versiuni CD cât și SACD. Un disc SACD cu două straturi include versiunea stereo a albumului în porțiunea sa interioară, un mix audio surround cu șase canale în porțiunea de mijloc și date suplimentare, cum ar fi versurile, grafică și video în porțiunea exterioară.

## Purple Book

### DDCD
Double-density compact disc este o tehnologie dezvoltată de Sony în anul 2000. Spre deosebire de tehnologia compact disc pe care se bazează, DDCD a fost proiectat exclusiv pentru date fără capacități audio. Un disc DDCD dublează capacitatea originală de 650 MB la 1,3 GB a unui CD pe discuri înregistrabile (DDCD-R) și rescriptibile (DDCD-RW). DDCD a fost disponibil și în format DDCD-ROM. 
Tehnologia, lansată la câțiva ani după tehnologia DVD-RW, nu a reușit să achiziționeze o cotă de piață semnificativă.